# Hiroyuki Imaishi

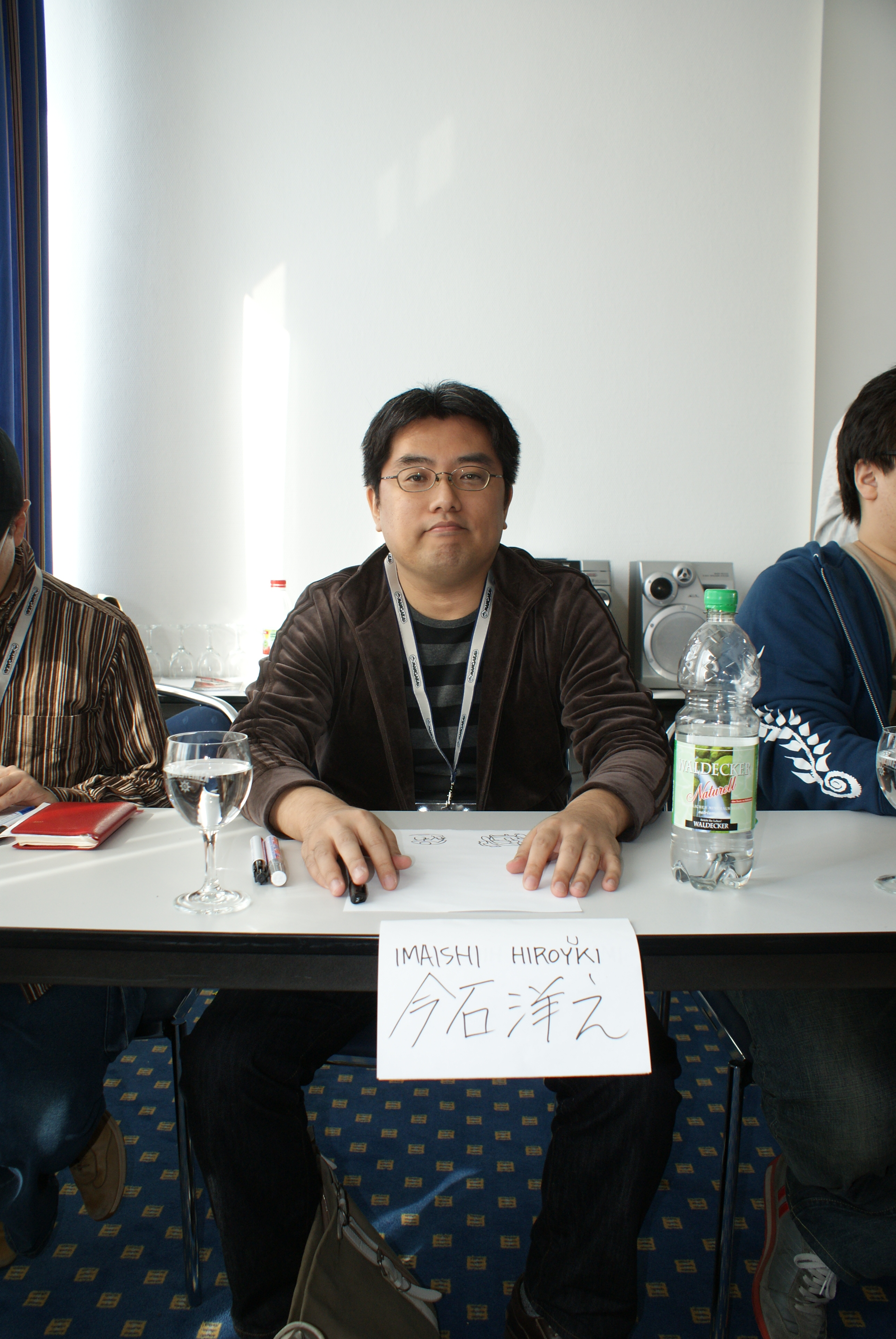
Hiroyuki Imaishi auf der Connichi 2008

Hiroyuki Imaishi (jap. 今石 洋之, Imaishi Hiroyuki; * 4. Oktober 1971 in der Präfektur Tokio) ist ein japanischer Animator und Anime-Regisseur.

## Werdegang
Hiroyuki Imaishi studierte an der Kunsthochschule Tama. Nach seinem Abschluss begann er eine Anstellung als Animator beim Animationsstudio Gainax, wobei er als erstes 1996 als Zwischenzeichner für die Serie Neon Genesis Evangelion arbeitete.
Nachdem er zuvor lediglich Animationsaufgaben übernommen hatte, wurde ihm 1997 für Folge 19 der Serie Kare Kano das Drehbuch, Anschluss und die Animationsleitung übertragen. Dabei erregte er große Aufmerksamkeit, da er die herkömmliche Animation (die in den anderen Folgen verwendet wurde) durch Cutout Animation ersetzte. Dazu zeichnete er die Figuren im Manga-Stil, schnitt diese aus und befestigte diese an Stöckchen, wobei die Animation dadurch entstand, dass diese dann mit deutlich sichtbaren Stöckchen vor den statischen Hintergründen entlang bewegt wurden. Bei FLCL von 2000, wo er bei einigen Folgen, insbesondere Folge 5, die Animationsregie bzw. -assistenz innehatte, finden sich ebenfalls unterschiedliche Zeichenstile.
2004 hatte er sein Debüt als Regisseur mit der OVA Dead Leaves des Animationsstudios Production I.G. In diesem Werk findet sich daher sein Stil, der eines ungewöhnlichen und westlich geprägten Zeichenstils mit kräftigen Farben und actionreichen Bildsequenzen, weswegen er auch als „Enfant terrible der Anime-Welt“ (アニメ界の暴れん坊, Anime-kai no abarenbō) bezeichnet wird.
Bei Gainax wurde ihm im selben Jahr die Regie der ersten Folge der OVA Re: Cutie Honey übertragen. 2007 hatte er die Regie über die 27-teilige Fernsehserie Gurren Lagann inne, wofür er den Animation Kōbe Award erhielt, und die Serie erhielt neben drei weiteren Preisen den Preis für Exzellente Animation des vom japanischen Kulturamt geförderten Japan Media Arts Festival. 2010 führte er Regie bei Panty & Stocking with Garterbelt, die sich ebenfalls durch eine für Anime außergewöhnliche Animation im Stile US-amerikanischer Zeichentrickserien wie Powerpuff Girls auszeichnet und sich stilistisch an Dead Leaves anschließt.
Im August 2011 verließ er mit seinem Kollegen Masahiko Ōtsuka Gainax und gründete sein eigenes Studio Trigger. Bei der ersten Fernsehserie des Studios, Kill la Kill (2013), führt er ebenfalls Regie. 2022 erschien der Original Net Anime Cyberpunk: Edgerunners, bei dem er ebenfalls Regie führte.